# Velyki Mejyrytchy
Velyki Mejyrytchy (en ukrainien : Великі Межирічі; polonais: Międzyrzec Korecki; yiddish: מעזריטש Mezritsh, hébreu: מזריטש גדול) est un village du Raïon de Korets dans l'Oblast de Rivne en Ukraine. Il est situé à l'ouest de la ville de Korets et à l'est de Rivne.

## Histoire de la communauté juive
Après la mort du fondateur du Hassidisme, le Baal Shem Tov, en 1761, le rabbin Dov Ber, le "Maggid de Mezeritch", devient le chef de ce mouvement. Il s'installe dans le village après un temps passé à Rivne,.
Le village devient un lieu d'installation et de pèlerinage pour de nombreux membres de ce mouvement. La localisation du village proche des frontières avec la Pologne et la Russie permit une meilleure expansion du hassidisme par rapport à Medjybij, ville du Baal Shem Tov.
Au XXe siècle, les trois-quarts des habitants du shtetl sont juifs. En octobre 1941, 160 jeunes juifs sont envoyés aux travaux forcés à Kiev et y décèdent. Environ 1 500 Juifs seront assassinés plus tard lors d'exécutions de masse perpétrées par un Einsatzgruppen. En août 1942, les Juifs restants sont à leur tour tués. Environ 100 Juifs réussissent à s'échapper à la ville pour rejoindre la Russie, une cinquantaine réussissent à se joindre à des groupes de résistants dans la forêt.